# Emanuel Kišerlovski
Emanuel Kišerlovski (Čačak, 3 d'agost de 1984) és un ciclista croat, professional des del 2009 i actualment a l'equip Meridiana Kamen. En el seu palmarès destaca el Campionats de Croàcia en ruta de 2002.
El seu germà Robert també s'ha dedicat al ciclisme professionalment.

## Palmarès
- 2005
  -  Campió de Croàcia sub-23 en ruta
- 2006
  -  Campió de Croàcia sub-23 en contrarellotge
- 2015
  -  Campió de Croàcia en ruta